# Слајферов кратер (Месец)
Слајферов кратер је ударни кратер на Месецу, смештен у северним географским ширинама на удаљеној страни Месеца. Кратер лежи на јужном спољном ободу много већег Даламберовог кратера и заузима део унутрашњег „пода” Даламбера. Југојугоисточно се налази Ланџевинов кратер.
Пошто лежи над Даламбером, Слајфер је млађа формација која је претрпела много мање ерозије. Обод је кружног облика, с тим да има помало неправилну ивицу (искривљење је на месту пресека са Даламбером).
Мањи Слајфер С преклапа западни обод и унутрашње зидове Слајфера; он је новонастала формација са оштрим ивицама спољног обода. Унутрашњост Слајфера је — могло би се рећи — „неуједначена” (осим на североистоку), док постоји група ниских средишњих гребена у близини самог центра.
Зид Слајферовог кратера је деформисан једном од многих „падина” које се налазе налазе на ивици, а за које се мисли да се формирају како се Месец „смањује” услед хлађења и очвршћавања магме до чврстог камена (стена), дубоко у Месецу. За разлику од леда (који плута), већина стена је гушћa од „своје магме” (дајући магми улогу воде и стенама улогу леда), што значи да стене заузимају мању запремину (мање простора) од својих „матичних магми” из којих су произашле. Како се унутрашњост Месеца скупља због ове промене запремине, спољна кора се бора и савија, а линеарни заобљени облик режња падине јавља се како кора пуца, док се један сегмент забада на врх другог.